# Bronson (Kansas)
Bronson – miasto położone w hrabstwie Bourbon.